# Nahemah

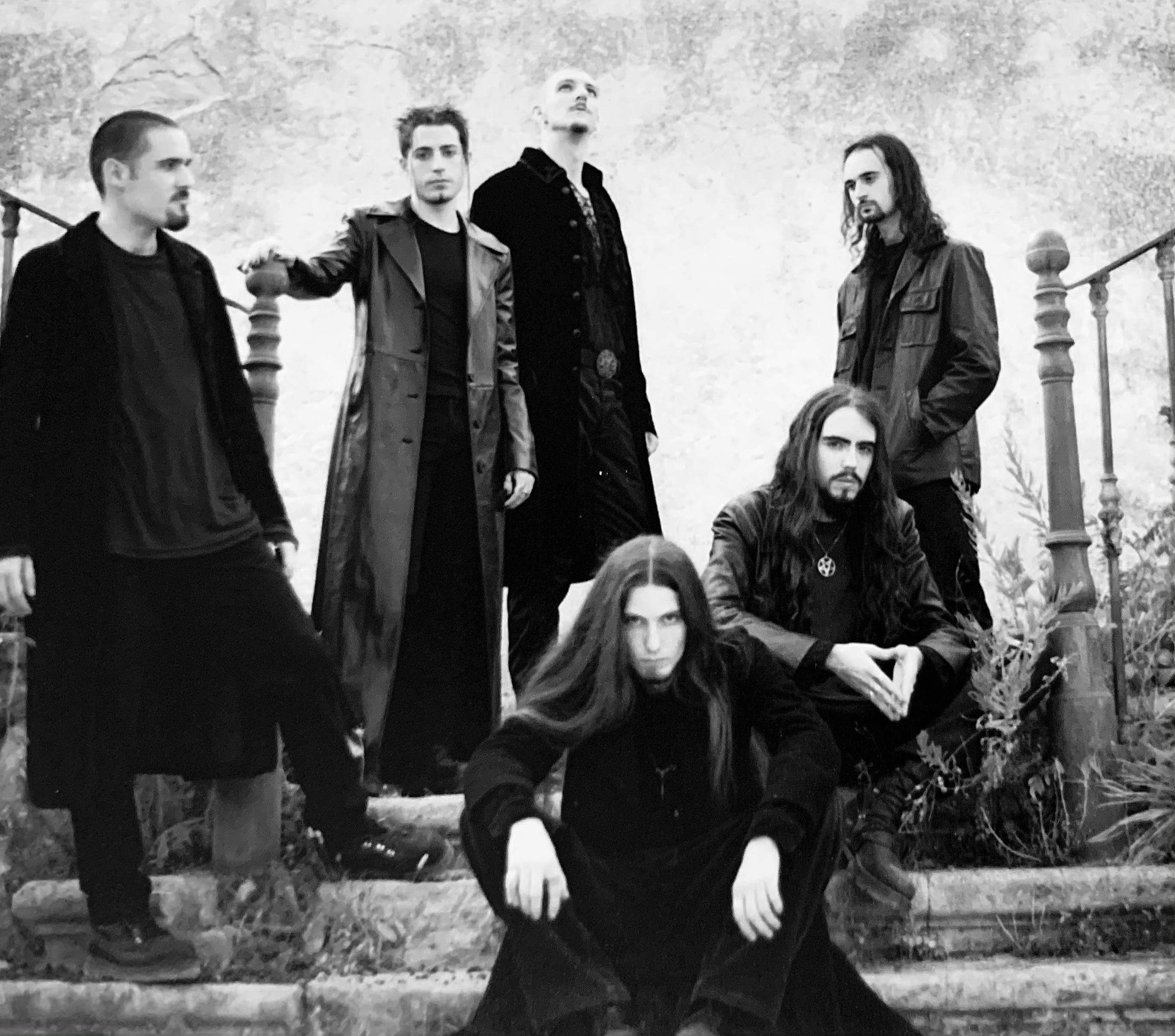
Formación banda Nahemah año 2000

Nahemah é uma banda de black metal melódico/death metal técnico formada em Alicante, Espanha.
A banda, formada 1997, traz o nome inspirado, segundo a mitologia judaica, em um dos quatro anjos da prostituição. Teve como estréia o álbum intitulado  "Crisálida", lançado em 2001 com o selo da Iberian Moon Records, momento onde sua música teve grande receptividade pelo público e sofreu muitas críticas construtivas por parte da mídia, mas vale lembrar que a banda também teve o EP Edens in Communion lançado de forma independente dois anos depois de sua formação.
O apoio da crítica e do público perante a banda também serviu para que a Concreto Records reeditasse o seu segundo álbum e que conseguisse que a banda abrisse shows de bandas renomadas como  Moonspell e Alastis. Em 2003 gravaram outro EP que tem o título de The Last Human, este nunca foi lançado devido a certos atritos entre os membros da banda.
Entre os anos de 2003 e 2005, Nahemah gravou seu terceiro álbum, The Second Philosophy, lançado em 2007 pela sua atual gravadora, a Lifeforce Records.
Em maio de 2009, a banda lançou seu quarto e, até então, último álbum intitulado A New Constellation.

## Discografia
- Chrysalis - CD - Iberian Moon Records (2001)
- Chrysalis - CD (Edition Especial) - Concreto Records (2002)
- The Second Philosophy - CD - Lifeforce Records (2007)
- A New Constellation - CD - Lifeforce Records (2009)

## Formação
Atual
- Pablo Egido - voz
- Paco Porcel - baixo
- Miguel Palazón - guitarra
- Roberto Marco - guitarra
- Enrique Pérez "Fabique" - bateria

Membros que já passaram pela banda
- Henry Saiz - baixo
- Luis Martínez - bateria
- José Carlos Marhuenda - guitarra
- Daniel Gil - guitarra
- Javier Fernández - teclados, sintetizador
- José Diego - bateria
- Quino Jiménez - bateria